# Biak-Gleithörnchenbeutler

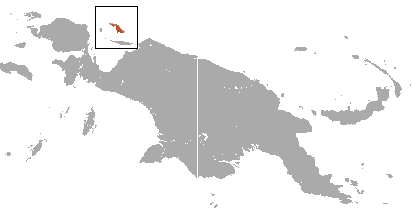
Verbreitungsgebiet des Biak-Gleithörnchenbeutlers

Der Biak-Gleithörnchenbeutler (Petaurus biacensis) ist eine nur auf den Schouten-Inseln Biak und Supiori gelegen am Nordrand der Cenderawasih-Bucht vor der Nordküste Neuguineas vorkommende Art der Gleitbeutler (Petauridae).

## Merkmale
Der Biak-Gleithörnchenbeutler erreicht eine Kopfrumpflänge von 14 bis 15 cm, hat einen 14 bis 18 cm langen Schwanz und erreicht ein Gewicht von 88 bis 100 g. Vom allen anderen Gleithörnchenbeutlern kann die Art anhand ihrer Kleinheit und ihres gelbbraunen bis schokoladenbraunen Fells unterschieden werden.

## Lebensraum und Lebensweise
Der Biak-Gleithörnchenbeutlers kommt in Primärwäldern auf Kalkstein und in Sekundärwäldern vor. Außerdem findet sich die Art in verunkrauteten Gärten und in Plantagen. Über die Lebensweise des Biak-Gleithörnchenbeutlers ist kaum etwas bekannt. Die Tiere sind weitgehend baumbewohnend (arboreal), gehen hin und wieder aber auch auf den Erdboden. Einige wurden gefangen während sie Bananen fraßen. Pro Wurf bekommen die Weibchen ein bis zwei Jungtiere.

## Gefährdung
Die IUCN stuft den Biak-Gleithörnchenbeutler als ungefährdet (Least Concern) ein. Grund ist die Häufigkeit der Tiere, trotz des mit weniger als 3000 km² relativ kleinen Verbreitungsgebietes. Außerdem toleriert die Art auch eine gewissen menschliche Umwandlung des Lebensraums und einige Teile des Verbreitungsgebietes sind geschützt. Nachstellungen durch Hunde und Hauskatzen sind wahrscheinlich nicht problematisch für die Art.

## Belege
1. 1 2 3  Stephen Jackson: Family Petauridae (Striped Possums, Leadbeater's Possum and Lesser Gliders). S. 562 in Don E. Wilson, Russell A. Mittermeier: Handbook of the Mammals of the World – Volume 5. Monotremes and Marsupials. Lynx Editions, 2015, ISBN 978-84-96553-99-6
2. ↑  Petaurus biacensis in der Roten Liste gefährdeter Arten der IUCN 2016. Eingestellt von: Leary, T., Wright, D., Hamilton, S., Singadan, R., Menzies, J., Bonaccorso, F., Salas, L., Dickman, C. & Helgen, K., 2015. Abgerufen am 21. Juni 2018.